# ハバロフスク地方

ハバロフスク地方
ロシア語: Хабаровский край

ハバロフスク地方 (ハバロフスクちほう、Хабаровский край) は、ロシア連邦を構成する地方のひとつ。州都はハバロフスク市で極東連邦管区の本部が置かれる。

## 地理
ハバロフスク地方は、ロシア極東に位置し、日本海、オホーツク海に面し、アムール川が流れる。南東部はシホテアリニ山脈が沿海地方まで続き、北東部のオホーツク海沿岸にはジュグジュル山脈が連なる。オホーツク海の西奥にはシャンタル諸島が散在する。
沿海地方、ユダヤ自治州、アムール州、サハ共和国、マガダン州、と接し、間宮海峡（タタール海峡）を挟んで、サハリン州がある。南部は、中国黒竜江省と国境を接する。

## 歴史
ハバロフスク地方やウラジオストクを含む沿海地方は19世紀末からウクライナ人の入植者が多く緑ウクライナとも呼ばれていた。
第二次世界大戦後は、州内に収容地区（グラーグ）が多数設置され、シベリア抑留を受けた日本人捕虜が収容された。日本人捕虜は強制労働に従事した。

## 行政区分

### 地区
- ハバロフスク地区（英語版） - ハバロフスク
- コムソモリスク地区 - コムソモリスク・ナ・アムーレ
- アムールスク地区（英語版） - アムールスク
- アヤノ・マイスク地区（英語版） - アヤン
- ビキンスク地区（英語版） - ビキン
- イメニ・ラゾ地区（英語版） - ペレヤースラフカ
- ナナイスク地区（英語版） - トロイツコエ
- ニコラエフスク地区（英語版） - ニコラエフスク・ナ・アムーレ
- オホーツク地区（英語版） - オホーツク
- イメニ・ポリヌ・オシペンコ地区（英語版） - イメニ・ポリヌ・オシペンコ
- ソルネチェニイ地区（英語版） - ソルネチヌイ
- ソヴィエツカヤ・ガヴァニ地区（英語版） - ソヴィエツカヤ・ガヴァニ
- トゥグロ＝チュミカン地区 - チュミカン
- ウリチ地区 - ボゴロツコエ、デ＝カストリ
- ヴァニンスク地区（英語版） - ヴァニノ
- ヴェルフネブレインスク地区（英語版） - チェグドムイン
- ヴャーゼムスク地区 - ヴャーゼムスク

## 教育
次のような大学があり、最大都市であるハバロフスクと第二の都市であるコムソモリスク・ナ・アムーレに集中している。 
- 太平洋国立大学（英文名はPacific National University）
- 極東国立人文大学 (Far Eastern State University of Humanities)
- 極東国立医科大学 (Far Eastern State Medical University)
- ハバロフスク国立経済法律アカデミー (Khabarovsk State Academy of Economics and Law)
- 極東国立交通大学 (Far Eastern State Transport University)
- 極東国立公務員大学 (Far Eastern Academy of Government Services)
- 極東国立体育大学 (Far Eastern State Physical Education University)
- ハバロフスク国立芸術文化大学 (Khabarovsk State Institute of Arts and Culture)
- コムソモーリスク・ナ・アムーレ教育大学 (Komsomolsk-on-Amur State Technical University)
- コムソモーリスク・ナ・アムーレ技術大学 (Komsomolsk-on-Amur State Pedagogical institute)

その他、専門学校などがある。

## 標準時
この地域は、ウラジオストク時間帯の標準時を使用している。時差はUTC+10時間で、夏時間はない。（2011年3月までは標準時がUTC+10で夏時間がUTC+11時間、同年3月から2014年10月までは通年UTC+11時間であった）